# Evangelische Frauen in Deutschland
Der eingetragene Verein Evangelische Frauen in Deutschland (EFiD) der Evangelischen Kirche in Deutschland ist ein bundesweiter Dachverband von 40 evangelischen Frauenverbänden. Sitz des Verbandes ist Hannover.

## Geschichte
Der Verein wurde 2008 gegründet. Er entstand durch den Zusammenschluss der Evangelischen Frauenhilfe in Deutschland und der Evangelischen Frauenarbeit in Deutschland. Sitz des Verbandes ist Hannover, seit März 2009 ist das Evangelische Zentrum für Männer und Frauen in der Berliner Allee 9–11 in Hannover gemeinsame Geschäfts- und Verwaltungsstelle der Verbände Evangelische Frauen in Deutschland e. V. und Männerarbeit der Evangelischen Kirche in Deutschland. Die beiden Verbände kooperieren eng miteinander.

## Aufgaben und Kampagnen
Der Verband fördert die Arbeit von und mit den rund 3 Millionen Frauen der evangelischen Frauenverbände in Deutschland. Er beteiligt sich am interreligiösen und ökumenischen Dialog und vermittelt Kontakte zwischen den Religionen. Der Verband vertritt die Anliegen von Frauen auf Bundesebene und vernetzt die Arbeit der Mitgliedsverbände in der Evangelischen Kirche in Deutschland. Er verfasst Stellungnahmen zu Gesetzen. Er leistet Grundsatzarbeit zu Themen, die für Frauen relevant sind. Er gehört zu den Trägerinnen des Fernstudiums Feministische Theologie. Der Verband publiziert Schriften und Stellungnahmen. Der Verband arbeitet mit anderen Organisationen und Frauenverbänden wie beispielsweise dem Deutschen Frauenrat, dem Ökumenischen Forum Christlicher Frauen in Europa oder dem Weltgebetstag zusammen.
Der Verband ist Initiator und Herausgeber des anderen Organspendeausweises, der eine größere Vielfalt von Auswahlmöglichkeiten anbietet als der normale Organspendeausweis. Da Menschen, die sich entschieden haben als Organspender zu fungieren, nicht klinisch tot sein dürfen, wird die Diagnose des Hirntodes notwendig. Möchte eine Person dagegen nur Gewebe spenden, so ist dies auch nach Abschluss eines natürlichen Sterbeprozesses und ohne Hirntoddiagnostik möglich, wie der Verband auf der Internetseite „Organspende entscheide ich“, erläutert.

## Organe
Organe des Verbandes sind die Mitgliederversammlung und das von der Mitgliederversammlung gewählte Präsidium.

## Weblink
- Offizielle Website